# Амадей (фільм)
«Амадей» (англ. Amadeus) — американський фільм 1984 року режисера Мілоша Формана, адаптація однойменної п'єси Пітера Шеффера.
Стрічка стала лауреатом 40 нагород, серед яких 8 премій Американської академії, 4 премії БАФТА, 4 нагороди Золотого глобуса та премія Гільдії режисерів Америки. У 1998 році Американський інститут кіномистецтва помістив «Амадея» на 53 позицію у списку 100 найкращих американських фільмів. На 1 березня 2024 року фільм займав 76-ту позицію у списку 250 кращих фільмів за версією IMDb.
Український переклад зробила студія Цікава ідея на замовлення Гуртом.

## Сюжет

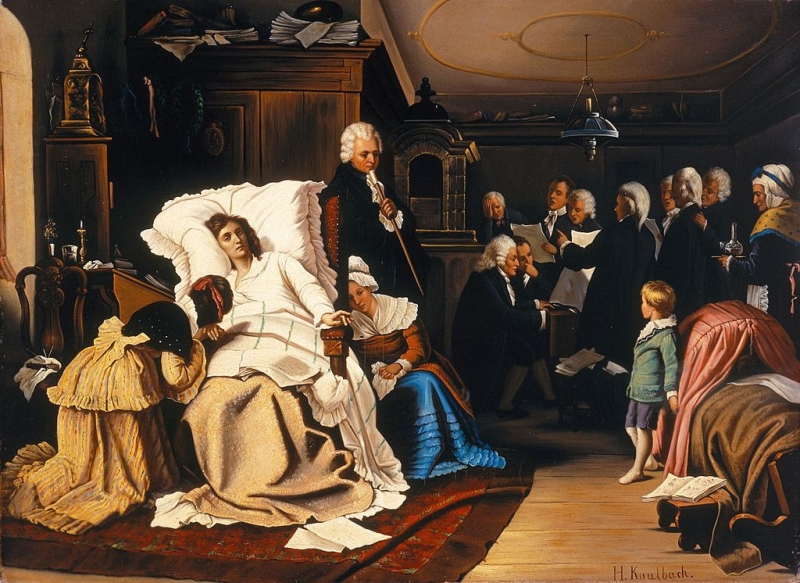
«Моцарт останніх днів життя» Германа фон Каульбаха. 1873 р.

Фільм починається зі сцени у божевільні, де розмістили старого композитора Сальєрі після спроби самогубства. Туди приходить священник, аби сповідувати Сальєрі. Той починає розповідь про своє життя, про перші успіхи у Відні, куди прибув 30 років тому, про зустрічі з музикою Моцарта і ним самим.
В юності Сальєрі клянеться Богу, що присвятить своє життя лише музиці, якщо Бог допоможе йому на шляху до мрії. Сальєрі здійснив мрію і став музикантом, зробив кар'єру при імператорському дворі у Відні.
Проте з'являється Моцарт. Сальєрі маніакально захоплюється талантом юного композитора. Водночас він зневажає його і починає сприяти руйнуванню кар'єри Моцарта. Моцарт починає хворіти, проте не перестає творити до останньої миті.
Смерть Моцарта не стає помітною подією для віденців. Його ховають у груповій могилі.

## Аналіз сексуальності персонажів
На думку Грема Петрі, письменника та професора університету Макмастера, головні персонажі, а саме, Моцарт та Сальєрі, зіграні в стереотипній гомосексуальній манері. Моцарт — глузливий, надмірний, вульгарний та вільний, а Сальєрі – стриманий, ввічливий, гнучкий та має владу. Милість Тома Галса, його хихотіння та фальцетний сміх, а також вишуканість та улеслива манера розмови Мюррея Абрахама стають «двома сторонами однієї монети». Маскуючи зображення їх інтимних відношень під екзотичність відношень при дворі у 18 столітті. Лишаючи глядача контрастних персонажів, які б уособлювали маскулінність, автори «захистили» аудиторію від можливого дискомфорту. Давши суспільству, яке традиційно асоціює (на стан 1990 року) класичну музику та театр з гомосексуальністю й фемінністю, цей «захист» дозволяє безпечно розмірковувати над питаннями сексуальної ідентичності та культурного самовираження.

## У ролях
| Актор                | Роль                                                    |
| -------------------- | ------------------------------------------------------- |
| Фарід Мюррей Абрахам | Антоніо Сальєрі                                         |
| Том Галс             | Вольфганг Амадей Моцарт                                 |
| Елізабет Беррідж     | дружина Моцарта Констанца                               |
| Рой Дотріс           | батько Моцарта Леопольд                                 |
| Джеффрі Джонс        | імператор Йосиф II                                      |
| Саймон Келлоу        | Емануель Шиканедер                                      |
| Джонатан Мур         | барон ван Світен                                        |
| Кеннет Макміллан     | Міхаель Шлумберг                                        |
| Родерік Кук          | граф фон Штрак                                          |
| Патрік Хайнс         | Капельмейстер Джузеппе Бонно                            |
| Річард Френк         | отець Фоглер                                            |
| Синтія Ніксон        | Лорл, покоївка Моцарта                                  |
| Ніколас Кенрос       | Ієронім фон Коллоредо, князь-архиєпископ Зальцбургський |
| Вінсент Ск'ячеллі    | Лакей Сальєрі                                           |
| Дуглас Сіл           | граф Арко                                               |
| Кенні Бейкер         | Командор у пародії на «Дон Жуана»                       |
| Карел Фіала          | Дон Жуан у «Дон Жуані»                                  |
| Карел Еффа           | актор театру Еммануеля Шикандера                        |

## Цікаві факти
- 4,5 секунди – середня довжина кожного кадру. Середня довжина кадру голлівудських фільмів, що були зняті в 1929–1960 рр. становить від 10 до 7,5 секунд. Тому виходить, що в «Амадеї» більше ніж 800 кадрів за годину, а в інших фільмах того часу лише від 200 до 500 кадрів за годину.
- Моцарт та Сальєрі присутні разом лише в 54 кадрах із середнього числа 2100 кадрів всього фільму. Чотири кадри із цих 54 є моментами, коли Сальєрі везе непритомного Моцарта до його будинку, в інших 44 кадрах вони не комунікують чи стоять спинами до камери. Останні три кадри є моментами, коли Моцарт просить у Сальєрі допомогу, а також процес написання Реквієму[5].

## Нагороди
- Найкращий фільм (Оскар, 1985)
- Найкращий режисер (Оскар, 1985, Мілош Форман)
- Найкращий актор головної ролі (Оскар, 1985, Мюррей Абрагам)
- Найкращий сценарій (Оскар, 1985, Пітер Шеффер)
- Найкращий дизайн костюмів (Оскар, 1985)
- Найкращий дизайн декорацій (Оскар, 1985)
- Найкращий грим (Оскар, 1985)
- Праця звукооператора (Оскар, 1985)

### Золота Куля, 1985
- Найкращий фільм
- Найкращий режисер (Мілош Форман)
- Найкращий актор головної ролі (Мюррей Абрагам)
- Найкращий сценарій (Пітер Шеффер)

### Премія «Сезар», 1985 рік
- Найкращий іноземний фільм

### Премія BAFTA, 1986 рік
- Найкращий оператор (Мирослав Ондржичек)
- Найкращий монтаж
- Найкращий грим
- Праця звукооператора